# Gynoplistia rubribasis
Gynoplistia rubribasis är en tvåvingeart som beskrevs av Alexander 1960. Gynoplistia rubribasis ingår i släktet Gynoplistia och familjen småharkrankar. Inga underarter finns listade i Catalogue of Life.